# Veliki Boč
Veliki Boč este o localitate din comuna Selnica ob Dravi, Slovenia, cu o populație de 100 de locuitori.